# Освобождение (1920 – 1923)
Вижте пояснителната страница за други значения на Освобождение.
„Освобождение“ с подзаглавие Орган на македоно-тракийските и добруджанските комунистически групи в България е български вестник, излизал от 1920 до 1923 година в София.
Вестникът излиза 2 пъти в месеца – на 1 и 15 число. От брой 19 мотото му е „Пролетарии от всички страни, съединявайте се“. Печата се в печатницата на Общото работническо кооперативно дружество „Освобождение“, както и в печатница „Балкан“.
| Годишнина | Броеве | Дата                       |
| --------- | ------ | -------------------------- |
| I         | 1 – 30 | 1 май 1920 – 16 април 1921 |
| II        | 1 – 48 | 1 май 1921 – 15 април 1922 |
| II        | 1 – 48 | 1 май 1922 – 30 март 1923  |
| II        | 1 – 9  | 6 април 1923 – 6 юни 1923  |

Редактор на вестника е Димо Хаджидимов, като в редакцията участва и Васил Главинов. От 19 брой на I годишнина подзаглавието е Орган на комунистическата емиграция в България и от този брой е седмичник. От 5 брой на II годишнина подзаглавието е Орган на Емигрантския комунистически съюз в България.
Вестникът е създаден за комунистическа пропаганда сред емиграцията от Македония, Тракия и Добруджа. Издание е на Централната комунистическа емигрантска комисия, а по-късно на Емигранския комунистически съюз. Бори се с десницата в освободителните движения. В него пишат Димитър Благоев, Георги Димитров, Васил Коларов, Владимир Поптомов. Вестникът спира след Деветоюнския преврат.